# Mydas ventralis
Mydas ventralis är en tvåvingeart som beskrevs av Gerstaecker 1868. Mydas ventralis ingår i släktet Mydas och familjen Mydidae. Inga underarter finns listade i Catalogue of Life.